# 어항 (용기)

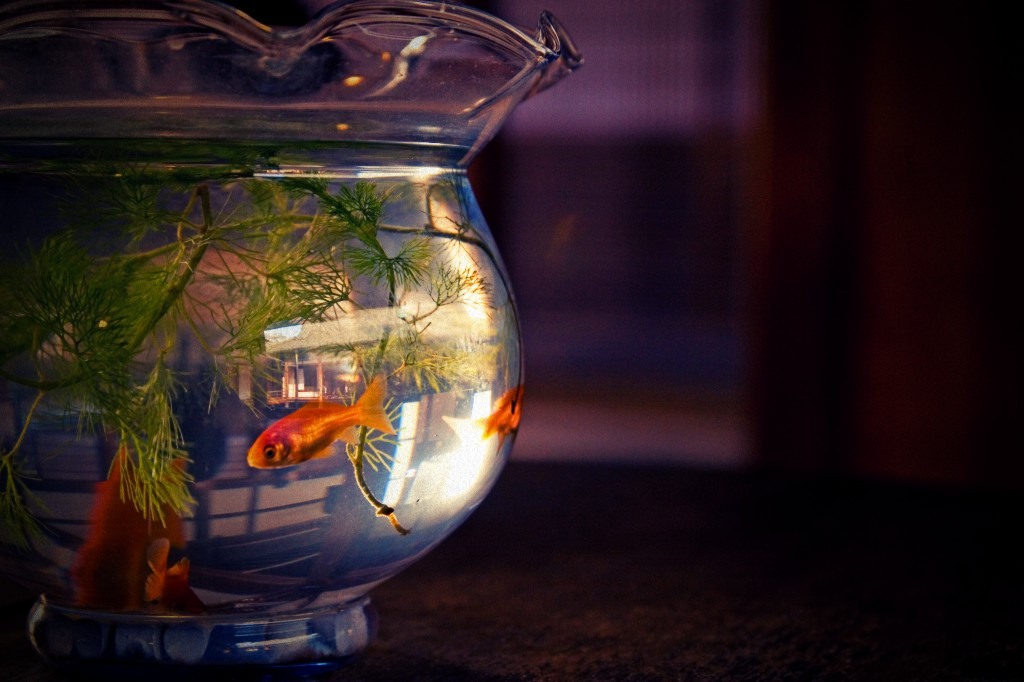
어항 안에 있는 금붕어

어항(魚缸, 영어: fishbowl)은 어류 (주로 금붕어)를 감상할 목적으로 만든 유리로 만든 용기이다.
수조의 일종으로 직경 10cm ~ 30cm 정도의 유리로 된 구형의 상단을 자른 형태를 하고 있다. 굳이 물과 물고기를 넣지 않고 관엽식물이나 유리구슬 등을 넣어 인테리어 용품으로 사용되기도 한다. 기존에는 유리로 만들었지만, 현재는 아크릴 등으로도 제작되고 있다.

## 같이 보기
- 수족관